# Dinarikum

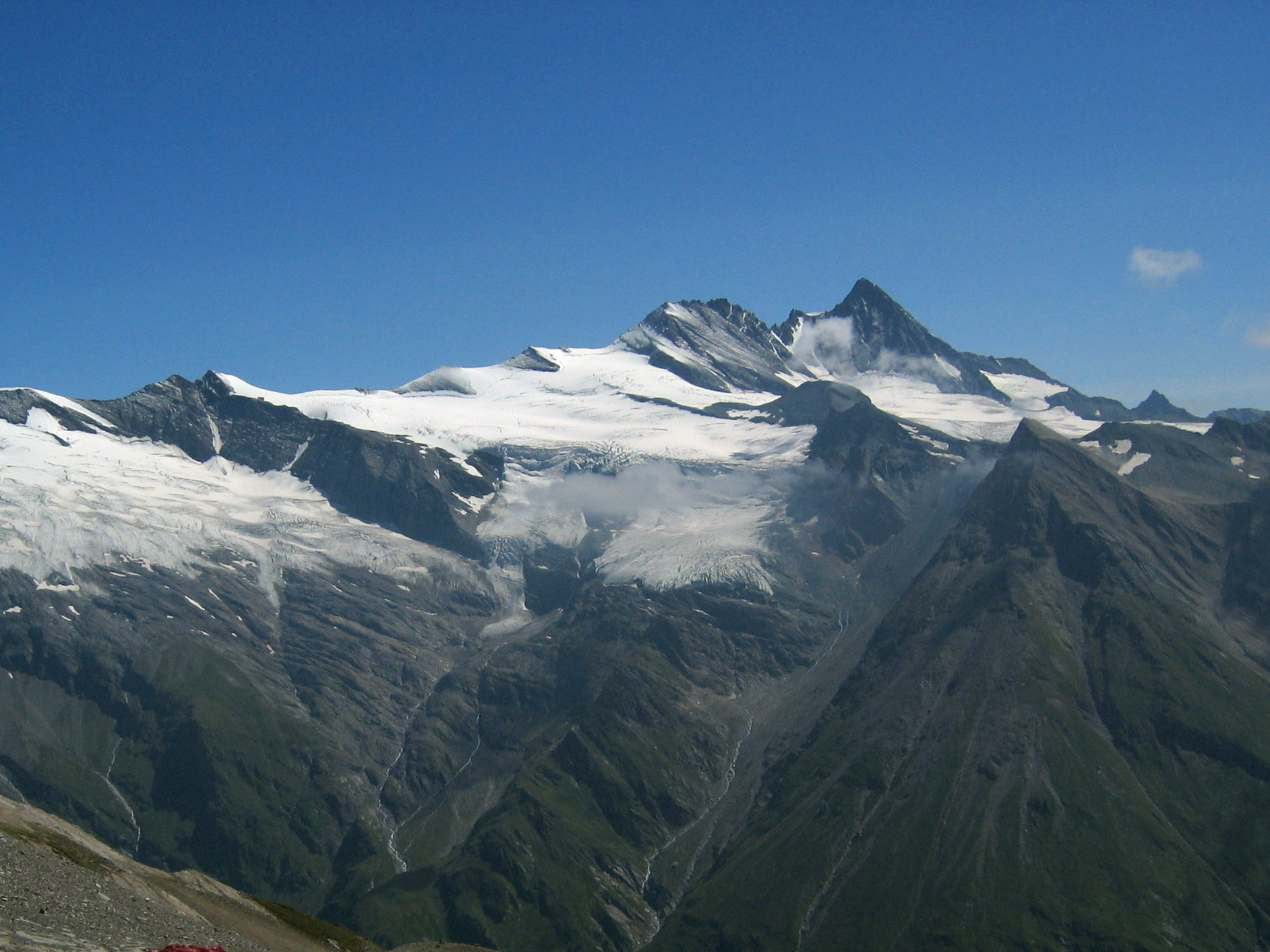
Grossglockner, pohled z jihozápadu

Dinarikum (starší termín dinaridy) je geologická jednotka tvořící oblast Jižních vápencových Alp a Dinárských hor. Nachází se jižně od periadriatické linie a směrem na jih se ponořují pod výplň Pádské pánve, která na nich leží diskordantně.
Tvoří Karnské, Julské a Kamnicko-Savinjské Alpy nebo pohoří Dolomity. Z klasického geografického členění Alp jim odpovídají téměř úplně Jižní vápencové Alpy. Jižní Alpy plynule přecházejí do dinárské horské soustavy. Příkrovy v Jižních Alpách chybí, celé pohoří je tvořeno většími vrásami jižní vergence.

## Stratigrafie
Dinarikum tvoří zvrásněné horniny pocházející z Adriatické/Apulské mikrodesky, které byly nasunuty na jih. Jejich předpolí tvoří vulkanický a sedimentárně-vulkanický vývoj permu. Tvoří je hlavně druhorní usazené horniny, v převažující míře vápence a dolomity. Přítomny jsou hlavně vápence rifového typu, ale i norické a rhaetské hlavní dolomity dachsteinského typu, jurské karbonáty a terciérní flyš.

## Členění
Na rozdíl od alpských jednotek severně od periadriatické jizvy, pro dinarikum nejsou příznačné velké příkrovy. Přítomny jsou větší převrácené vrásy, rozsáhlejší přesmyky a lokálně přesunuté šupiny, většinou interpretované jako důsledky zlomových poruch. Jižní Alpy jsou charakterizovány jižně vergentními vrásami a násuny, lze je geologicky rozčlenit na východní a západní úsek, které odděluje široká vulkanicko-tektonická zóna. Tvoří ji judikarská linie a bolzanské magmatické centrum.
V západním úseku na styku s kinzigitovou zónou ivreského pásma, jižně od Valle d’Aosta vystupuje na povrch krystalinikum. Tvoří ho hlavně předhercynské krystalické břidlice - ortoruly a migmatity, ale i mladší hercynské porfyry a granitoidy. Obal tohoto krystalinika tvoří hlavně permské a triasové (vzácně i jurské a křídové) sedimenty a vulkanity. Mezi tonalitovou (místní název pro periadriatickou linii) a judikarskou linií vystupuje poměrne mladý (eocén-miocén) adamelský granitoidní pluton.
Východní úsek se vyznačuje místními výstupy předalpinského podloží, fylitů ale i permských bolzanských ryolitů, kjejichž mocnost zde dosahuje až 2000 m. Hojné sú i mladšie pyroxenity, syenity a monzonity.